# George McFly
George Douglas McFly è un personaggio immaginario della trilogia cinematografica Ritorno al futuro. È interpretato da Crispin Glover nel primo episodio della saga e da Jeffrey Weissman nel secondo e terzo episodio.

## Biografia del personaggio
George McFly nasce il 1º aprile 1938 a Hill Valley, una cittadina di provincia della California.

### Ritorno al futuro(1985)
Da ragazzo è una timida e goffa vittima degli scherzi pesanti dei bulli del suo liceo, capeggiati dall'arrogante Biff Tannen; questi fa la corte a Lorraine Baines, che si innamora di George a seguito di un incidente in cui suo padre lo investe con la macchina, dopo che era appena caduto da una pianta mentre la spiava nella sua camera. Da adulto è invece uno degli impiegati di Biff, che continua a maltrattarlo come quando erano liceali. Il figlio minore di George, Marty, a un certo punto, torna involontariamente nel 1955 con una macchina del tempo inventata dal suo amico "Doc" Emmett Brown, e inavvertitamente cambia la storia: appena vede suo padre cadere dalla pianta mentre la macchina di suo nonno si avvicina, lo spinge via, finendo per essere investito proprio lui. Lorraine si innamora quindi del futuro figlio, che dietro i consigli di Doc tenta di fare incontrare e innamorare i genitori, in modo da garantire la sua esistenza. George viene spinto dal futuro figlio, che non rivela la sua identità, a frequentare la futura moglie e a invitarla a un ballo di scuola. In tale occasione, riesce a sorpresa a raccogliere la forza e il coraggio, riuscendo dopo anni di sottomissione a rispondere a tono al prepotente Biff e poi a stenderlo con un pugno. Lorraine si innamora di lui, e la storia a questo punto cambia il suo corso, poiché negli anni futuri George diventerà un importante scrittore di fantascienza, mentre Biff lavorerà come lavamacchine.

### Ritorno al futuro - Parte II(1989)
Dopo un'altra correzione della storia operata da Doc e Marty nel 2015, l'anziano Biff del futuro, impossessatosi per breve tempo del veicolo temporale, riesce a dare al sé stesso di quell'epoca un almanacco con tutti i risultati delle competizioni sportive degli anni a venire. Altera così la propria storia, creando un 1985 alternativo dove George è stato assassinato con un colpo di pistola dallo stesso Biff, il quale è divenuto miliardario grazie a una serie di "fortunate" scommesse sportive. Inoltre in questo 1985 Biff ha sposato Lorraine. Ma Marty e Doc riusciranno ancora a rimettere a posto le cose, bruciando l'almanacco e impedendo a Biff di alterare la storia.

### Ritorno al futuro - Parte III(1990)
Nell'ultimo film della trilogia, George compare brevemente nella penultima scena del film mentre sta uscendo di casa con Lorraine, Dave e Linda.

## Accoglienza

### Influenza culturale
Nel film televisivo di Lupin III Episodi 0 (noto anche come "c'era una volta Lupin"), l’assistente che viene assegnato a Zenigata si chiama George McFly, in riferimento all'omonimo personaggio del film Ritorno al futuro del 1985.